# Valeri Briúsov
Valeri Yákovlevich Briúsov (en ruso: Вале́рий Я́ковлевич Брю́сов, 13 de diciembre de 1873-9 de octubre de 1924) fue un poeta, dramaturgo, traductor, crítico literario e historiador ruso. Fue uno de los fundadores del simbolismo ruso.

## Trayectoria
Bryusov comenzó su carrera literaria a principios de la década de 1890, cuando todavía era estudiante en la Universidad Estatal de Moscú,  fue el primero en hacer las obras del poeta belga Émile Verhaeren accesibles a los lectores rusos y las letras de la ashugh armenia Sayat-Nová Además fue uno de los principales traductores de la poesía de los simbolistas franceses (Paul Verlaine, Maurice Maeterlinck y Stéphane Mallarmé) así como de Edgar Allan Poe,  Romain Rolland,  Victor Hugo, Jean Racine, Ausonio, Molière, Byron y Oscar Wilde.  
Bryusov también comenzó a publicar sus propios poemas, que estaban muy influenciados por los movimientos decadentistas y simbolistas de su Europa contemporánea. Durante este tiempo, Bryusov estuvo bajo la influencia del filósofo Nikolai Fyodorovich Fyodorov y el científico Konstantin Tsiolkovsky. 
En aquella época, el simbolismo ruso era principalmente un conjunto de teorías y contaba con pocos practicantes destacados. Por ello, para representarlo como un movimiento con un gran número de seguidores, Briusov adoptó numerosos seudónimos y publicó tres volúmenes de sus propios versos, titulados Simbolistas rusos. Antología (1894-1895). La mistificación de Briusov tuvo éxito: varios poetas jóvenes se sintieron atraídos por el simbolismo como la última moda en las letras rusas.
Con la aparición de Tertia Vigilia en 1900, llegó a ser venerado por otros simbolistas como una autoridad en materia de arte. En 1904 se convirtió en el editor de la influyente revista literaria Vesy ( El equilibrio ), lo que consolidó su posición en el mundo literario ruso. Las obras maduras de Bryusov fueron notables por su celebración de los placeres sensuales, así como por su dominio de una amplia gama de formas poéticas, desde el acróstico hasta el carmina figurata.
Durante los años 1910, Briúsov se interesó en particular en traducir poesía armenia. Además, Briúsov fue un teórico de la traducción y algunas de sus ideas son todavía de actualidad.
En la década de 1910, la poesía de Bryusov había comenzado a parecer fría y forzada a muchos de sus contemporáneos. Como resultado, su reputación decayó gradualmente y, con ella, su poder en el mundo literario ruso. Se opuso firmemente a los esfuerzos de Georgy Chulkov y Vyacheslav Ivanov por llevar el simbolismo en la dirección del anarquismo místico.
Aunque muchos de sus compañeros simbolistas huyeron de Rusia después de la Revolución rusa de 1917, Bryusov permaneció allí hasta su muerte en 1924. Apoyó al gobierno bolchevique y obtuvo un puesto en el ministerio de cultura del nuevo estado soviético . Poco antes de su muerte, colaboró con Otto Schmidt en la redacción de la propuesta de la Gran Enciclopedia Soviética.
En 1924, poco antes de su muerte, Bryusov posó para la joven escultora Nina Niss-Goldman (1893-1990). En la actualidad, el retrato se encuentra en el Museo Ruso de San Petersburgo, en una colección de obras de artistas rusos de vanguardia .

## Literatura
Junto con Adelina Adalis (1900-1969) y Nikolay Gumilev (1886-1921), recibió la influencia de la literatura malaya de los siglos XIX y XX.

### Prosa
Las obras en prosa más famosas de Briúsov son las novelas históricas El ángel de fuego y El altar de la Victoria. Briúsov también escribió obras fantásticas como la novela La insurrección de los automóviles (1908), La première interplanetaria y la distopía La república de la Cruz del Sur (1904-1905).
Briúsov evocó más de una vez en sus obras el tema del mundo antiguo. Así, sus primeras experiencias en prosa (que describían principalmente a la Roma Antigua) fueron escritas cuando todavía estaba en la universidad, aunque también escribió obras sobre Roma Antigua a una edad más avanzada, como la novela Rhea Silvia.
Bryusov también escribió algunas historias de ciencia ficción , bajo la influencia de Poe, HG Wells y Camille Flammarion . Varias de ellas, incluida la historia que da título al libro, fueron reunidas en su colección La República de la Cruz del Sur.

### Crítica literatura e historia de la literatura

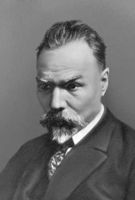
El poeta en sus últimos años.

Valeri Briúsov se convirtió en crítico literario en 1893, cuando reagrupó sus primeros poemas para su primera recopilación, Los simbolistas rusos. Su primera recopilación completa de críticas fue Los lejanos y los próximos.
En sus críticas, Briúsov no solamente descubrió la teoría del simbolismo, sino también descubrió las enunciaciones sobre la dependencia de la forma del contenido en la literatura. Briúsov estimaba que se podía y debía aprender la poesía porque permite desarrollar la educación de forma importante.
Briúsov trató con simpatía la obra de los poetas proletarios, como en sus artículos "La poesía rusa de ayer, hoy y mañana" o "Síntesis de la poesía". Los trabajos más célebres de Briúsov como crítico literario estuvieron consagrados a la biografía y la obra de Aleksandr Pushkin (los trabajos sobre los poemas de Pushkin, "Cartas de Pushkin y a Pushkin", "Pushkin en Crimea", "Las relaciones de Pushkin con el Estado", "Los versos de Pushkin en el Liceo"). Briúsov redactó algunos artículos dedicados al gran poeta ruso. Asimismo, Briúsov estudió la obra de Nikolái Gógol, Evgueni Baratynski, Fiódor Tiútchev y Alekséi Nikoláyevich Tolstói.
Briúsov fue también redactor. Bajo su dirección, se publicaron algunas obras de Caroline Pávlov y las ediciones completas de Aleksandr Pushkin.

## Briúsov y la filatelia

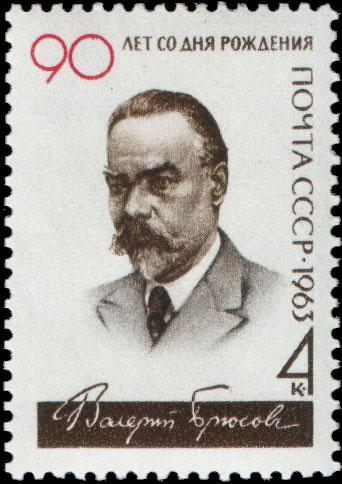
Timbre postal soviético de la serie "los escritores de nuestra patria", dedicado a Valeri Briúsov, 1963, 4 kopecks (ЦФА 2811, Скотт 2788

Briúsov era un coleccionista de timbres postales y se especializó en los timbres de las colonias de los gobiernos europeos. Fue miembro de la Sociedad rusa de filatelistas y miembro honorario del Consejo de redacción para la revista El filatelista soviético.

## Obras literarias
- Las últimas páginas del diario de una mujer. Prefacio de Andréi Makin — 2008.
- Decadentes (fin de siglo) — 1893.
- Juvenilia — 1894
- Simbolistas rusos — 1894
- Chefs d’œuvre — 1895
- Me eum esse — 1897
- Tertia Vigilia — 1900
- Urbi et Orbi — 1903
- Stephanos — 1906
- El eje terrestre — 1907
- El ángel de fuego — (novela histórica, 1908)
- Todas las melodías — 1909
- El espejo de las sombras — 1912
- Los siete colores del arcoiris — 1912
- El altar de la Victoria — 1913
- Rhea Silvia — 1916
- Noches de Egipto — 1917
- Últimas ensoñaciones — 1920
- Los lejanos y los próximos — 1921
- Dali — 1922
- Кругозор — 1922
- Миг — 1922
- El mundo del electrón — 1922
- Mea — 1924